# Кокуй (Абатский район)
Кокуй — деревня в Абатском районе Тюменской области России. Входит в состав Абатского сельского поселения.

## История
В «Списке населенных мест Российской империи» 1871 года издания (по сведениям 1868—1869 годов) населённый пункт упомянут как казённая деревня Кокуйская Ишимского округа Тобольской губернии, при речке Вавилоне, расположенная в 55 верстах от окружного центра города Ишим. В деревне насчитывалось 88 дворов и проживало 448 человек (218 мужчин и 230 женщин).
В 1926 году в деревне имелось 138 хозяйств и проживало 677 человек (324 мужчины и 353 женщины). В административном отношении Кукуй (Кокуй) являлся административным центром и единственным населённым пунктом Кукуйского сельсовета Абатского района Ишимского округа Уральской области.

## География
Деревня находится в юго-восточной части Тюменской области, в лесостепной зоне, в пределах Ишимской равнины, на левом берегу реки Вавилон, на расстоянии примерно 6 километров к юго-западу от села Абатское. Абсолютная высота — 73 метра над уровнем моря.

### Часовой пояс
Деревня Кокуй, как и вся Тюменская область, находится в часовой зоне МСК+2. Смещение применяемого времени относительно UTC составляет +5:00.

## Население
| 1989 | 2002 | 2010 |
| ---- | ---- | ---- |
| 192  | ↘168 | ↘135 |

Гендерный состав
По данным Всероссийской переписи населения 2010 года в гендерной структуре населения мужчины составляли 45,9 %, женщины — соответственно 54,1 %.
Национальный состав
Согласно результатам переписи 2002 года, в национальной структуре населения русские составляли 100 % из 168 чел.

## Инфраструктура
В деревне функционирует фельдшерско-акушерский пункт.